# 杰克逊维尔国际机场
杰克逊维尔国际机场（英語：Jacksonville International Airport）是美国佛罗里达州最大城市杰克逊维尔的机场。